# 阿尔巴纳茨
阿尔巴纳茨（法語：Arbanats，法語發音：[aʁbanats]）是法国吉伦特省的一个市镇，属于朗贡区。

## 地理
阿尔巴纳茨（44°40'31"N, 0°23'44"W）面积7.6 平方千米，位于法国新阿基坦大区吉倫特省，该省份为法国西南部沿海省份，是法國本土面积最大的省，北起滨海夏朗德省，西临大西洋，南至朗德省，东南接洛特-加龍省，东临多爾多涅省。
与阿尔巴纳茨接壤的市镇（或旧市镇、城区）包括：加龙河畔莱斯蒂亚克、帕耶、波尔泰茨、圣米歇尔德略夫雷、维尔拉德。

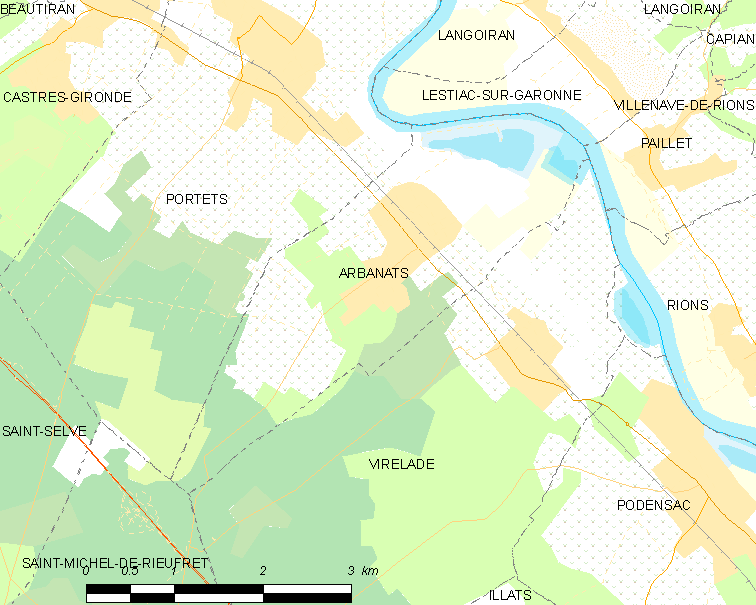
阿尔巴纳茨的OSM定位图

阿尔巴纳茨的时区为UTC+01:00、UTC+02:00（夏令时）。

## 行政
阿尔巴纳茨的邮政编码为33640，INSEE市镇编码为33007。

## 政治
阿尔巴纳茨所属的省级选区为砂砾荒原县。

## 人口

1962-2008年间阿尔巴纳茨人口变化图示

阿尔巴纳茨于2022年1月1日时的人口数量为1355人。